# Гара Лакатник
 Тази статия е за село Гара Лакатник.  За село Лакатник вижте Лакатник.  
Гара Лака̀тник е село в Западна България, част от Община Своге, Софийска област. Намира се в землището на близкото, едноименно и по-старо село Лакатник, от което се отделя през 1965 година. 

## Туристически забележителности
Село Гара Лакатник се намира в Искърското дефиле в Стара планина, на 20 km от Своге и на 50 km. северозападно от София и е популярна дестинация за катерачи и пещерняци поради близостта му до известните Лакатнишки скали, едни от най-красивите сред природните забележителности на България; с идеални условия за скално катерене. На върха на скалите се издига масивен паметник от каменни блокове, построен в памет на загиналите септемврийци през 1923 г. Там всяка година между 10 и 17 май се организира събор. На скалата срещу паметника има висок метален кръст, издигнат да напомня за всички алпинисти и планинари, загинали по скалите. Край сеото има и пещери, например Темната дупка, Ръжишка пещера и др. Мястото е изходен център за краткотраен планински туризъм.

## Урановата мина Пробойница (НРБ) – трайни последици за околната среда
В непосредствена близост (на не повече от половин километър) до жп гарата на с. Гара Лакатник се намира затворената уранова мина Пробойница. Мината се използва като кариера за добиване на инертни материали – чакъл.   Уранът в естествено състояние в прородата е неутрален като радиационно излъчване. 

## Демографски данни
По данни на ГРАО селото е с 1276 жители с постоянен адрес и 1209 жители с настоящ адрес (15.09.2013). При последното преброяване на НСИ населението му е от 1298 души (01.02.2011). Населението на Гара Лакатник (ЕКАТТЕ 14475) към 31 декември 1994 г. е 1452 души.

## История
Името на цялата местност (както и на скалите), идват от завоя, който прави река Искър, с формата на сгънат лакът – Лакатник.
Селото е създадено с Указ 57 на Президиума на Народното събрание от 28 януари 1965 г. (Обн., ДВ, бр. 10 от 05.02.1965) със статут на населено място (гара). Със Закона за административно-териториалното устройство на Република България от 03.06.1995 г. (Обн., ДВ, бр. 63 от 14.07.1995) статутът му е променен на населено място (село).

## Редовни събития
- Съборът се провежда всяка втора неделя от май. Предния ден има мероприятия, а вечерта – факелно шествие, което тръгва при здрач от паметника.

## Фотогалерия
- Гара Лакатник
- Гара Лакатник (табела)
- Гара Лакатник (отбелязана в кръгче)
- Кръст и местност около Гара Лакатник
- Промишлени постройки около Гара Лакатник